# Sociedad Popular Restauradora
La Sociedad Popular Restauradora, generalmente identificada con la Mazorca —nombre que en realidad se refiere a su brazo armado— fue una organización creada como estimulante político y de cohesión, por partidarios del gobernador de la provincia de Buenos Aires, Juan Manuel de Rosas.

## Su formación

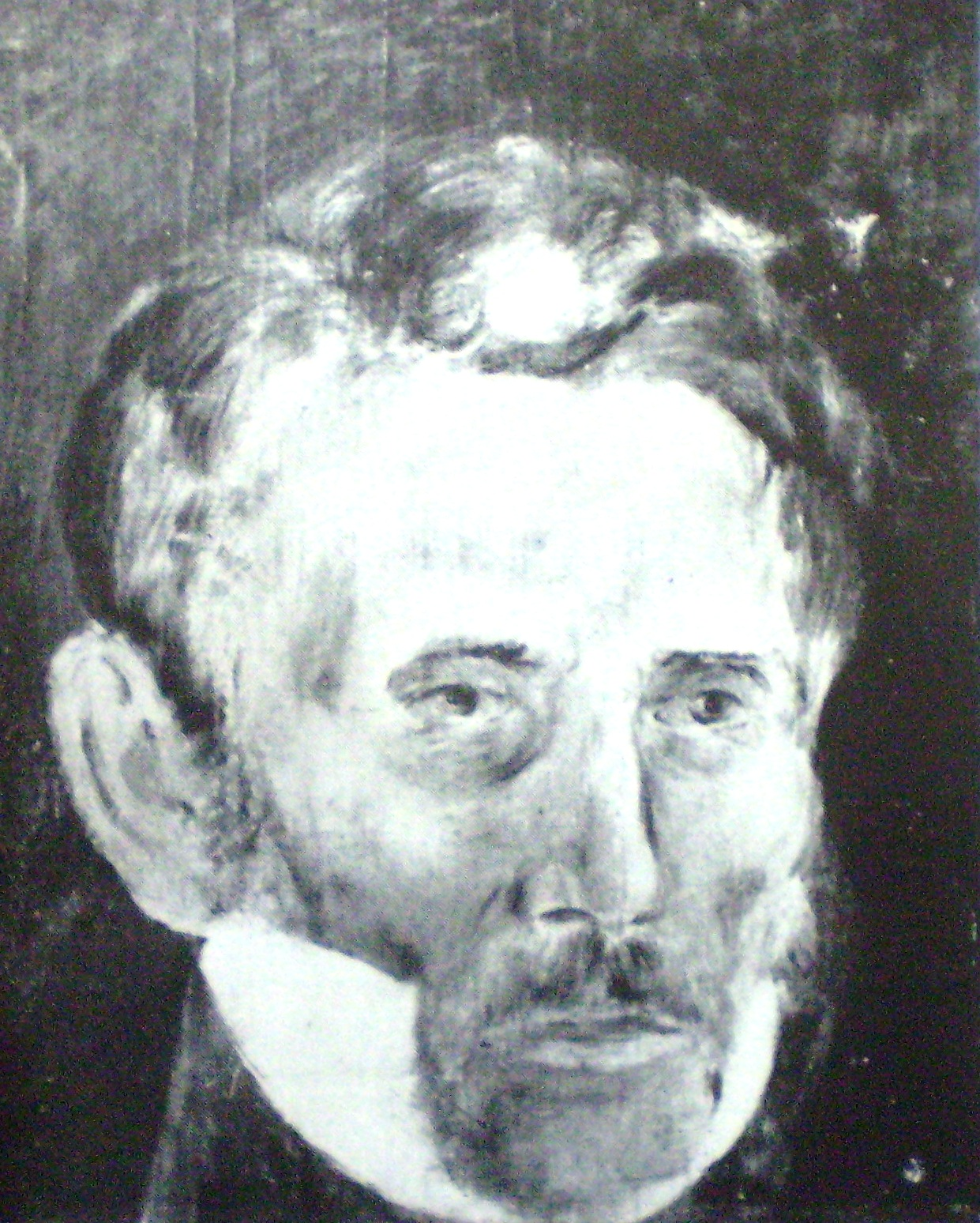
Julián González Salomón, presidente de la Sociedad Popular Restauradora.

Bajo las promesas de restablecer el orden y la paz y frente a la posibilidad de una nueva anarquía debido al asesinato del caudillo riojano Facundo Quiroga, Juan Manuel de Rosas exigió a la Sala de Representantes de la provincia de Buenos Aires que le concediera la suma del poder público para volver a ser gobernador. La legislatura cedió a sus pretensiones y le dio plenos poderes ejecutivos, legislativos y judiciales. Rosas, durante su segundo gobierno, ejerció de manera absoluta todas las funciones del estado y no admitió ningún tipo de oposición fuese ésta política, social, religiosa, económica o cultural.
Para consolidar su poder, ya en 1833 los rosistas intransigentes crearon la Sociedad Popular Restauradora, y organizaron la Revolución de los Restauradores contra los "lomos negros", federales que no estaban de acuerdo con las políticas de Rosas. Estaba inspirada por la propia esposa de Rosas, Encarnación Ezcurra, pero su presidente era Julián González Salomón.
También integraban la Sociedad Popular Restauradora federales "netos" o "apostólicos" como Juan Nepomuceno Terrero, Felipe Arana, Nicolás Anchorena, Agustín de Pinedo, Lucio N. Mansilla, Mariano Benito Rolón y familias como los Obarrio, Riglos, Iraola, Pereyra, Unzué y Piñeyro. El 7 de abril de 1841, La Gaceta Mercantil publicó una "Lista de miembros de la Sociedad Popular Restauradora".
Rosas confundió su propia causa con la causa del partido federal. Persiguió ferozmente a todos sus enemigos y también a los federales que rivalizaban con su poder. Calificó a sus adversarios bajo el rótulo de unitarios, fueran éstos federales o unitarios. Asimismo, en muestra de adhesión a su  régimen, implantó el uso de la divisa punzó, que era un distintivo o cinta roja que debía ser de uso obligatorio por todos los habitantes de Buenos Aires. El color colorado formó parte inseparable del ritual rosista en contraposición al celeste que era el utilizado por sus oponentes.
A fines de 1833 se produjeron ruidosas manifestaciones por parte de la Sociedad Popular Restauradora; la noche del 29 de abril de 1834, una partida policial no identificada realizó varios disparos sobre las casas del ministro Manuel José García y del diputado provincial Pedro Pablo Vidal, ambos ligados al expresidente Bernardino Rivadavia. Si bien Encarnación Ezcurra se adjudicó la autoría intelectual del atentado, esa fue la primera aparición pública de la Mazorca, brazo armado de la Sociedad.
La Sociedad siguió existiendo bajo la dirección de González Salomón; sus actividades habituales consistían en realizar reuniones para discutir sobre política, informar de todas las actividades opositoras a Rosas y realizar manifestaciones en contra de personajes políticos de la oposición, generalmente frente a sus casas, en una versión violenta de lo que hoy se conoce como escraches. Si bien no ha quedado registro, se cree que entre sus fines estaba la financiación de la Mazorca, y quizá la fijación de objetivos.
Tras dos períodos de terror desatados por la Mazorca en 1840 y 1842, durante los cuales el propio Rosas no pudo controlar sus crímenes, el gobernador optó por deshacerse de ambas organizaciones. En los meses siguientes, la Mazorca pasó lentamente a un segundo plano. Eso no debe entenderse como que no hubo más muertes, sino que Rosas prefirió los fusilamientos a plena luz del día, ejecutados por la policía o el ejército, por orden directa suya, generalmente por escrito.
Con el exilio forzoso de gran cantidad de opositores, y acallada toda posibilidad de existencia de una prensa adversa a las políticas de Rosas, la actividad de la Mazorca y de la Sociedad decayeron rápidamente. 
El 1 de junio de 1846, por orden de Rosas, la Sociedad Popular Restauradora fue disuelta oficialmente. Dos años más tarde murió González Salomón.